# Viorel Năstase
Pour les articles homonymes, voir Năstase.
Viorel Năstase, né le 7 octobre 1953 à Bucarest, est un footballeur international roumain, qui évoluait au poste d'attaquant.

## Biographie
Viorel Năstase reçoit deux sélections en équipe de Roumanie.
Il joue son premier match le 18 avril 1971 face à l'Albanie et son second le 12 mai 1976 contre la Bulgarie.

## Carrière
- 1969-1971 : Progresul Bucarest ( Roumanie)
- 1971-1979 : Steaua Bucarest ( Roumanie)
- 1980-1981 : TSV 1860 Munich ( Allemagne)
- 1981-1984 : US Catanzaro ( Italie)
- 1984-1985 : Austria Salzbourg ( Autriche)

## Palmarès
- Champion de Roumanie en 1976 et 1978 avec le Steaua Bucarest
- Vainqueur de la Coupe de Roumanie en 1976 et 1979 avec le Steaua Bucarest
- Quart de finaliste de la Coupe des coupes de l'UEFA en 1972 avec le Steaua Bucarest.